# Cánario
Cánario, właśc. Darcy Silveira dos Santos (ur. 24 maja 1934 w Rio de Janeiro) – brazylijski piłkarz, występujący na pozycji napastnika.

## Kariera klubowa
Karierę piłkarską Cánario rozpoczął w klubie Olaria Rio de Janeiro w pierwszej połowie lat 50. W latach 1954–1959 występował w Américe Rio de Janeiro. Z Américą zdobył dwukrotnie wicemistrzostwo stanu Rio de Janeiro – Campeonato Carioca w 1954 i 1955 roku. W 1959 opuścił Brazylię i wyjechał do Europy. Wraz ze słynnym brazylijskim piłkarzem - Didim, trafił do Realu Madryt. W Realu grał przez trzy lata. W Realu na ogół był rezerwowym, czego dowodem tylko 28 rozegranych meczów i 5 strzelonych bramek. Z Realem Cánario dwukrotnie zdobył mistrzostwo Hiszpanii w 1961 i 1962. 18 maja 1960 zdobył najważniejsze trofeum w swojej karierze. Na Hampden Park w Glasgow Real pokonał Eintracht Frankfurt 7-3 i zdobył Puchar Europy Mistrzów Klubowych 1960. Cánario wystąpił w tym meczu. Parę miesięcy później zdobył Puchar Interkontynentalny 1960. Cánario wystąpił w pierwszym meczu w Montevideo.
W 1962 opuścił Real i przeniósł się na sezon do Sewilli FC. W latach 1963–1968 występował w Realu Saragossa. Z Realem zdobył Puchar Króla 1964 oraz Puchar Miast Targowych 1964 po pokonaniu w finale 25 czerwca 1964 na stadionie Camp Nou w Barcelonie Valencii. Cánario wystąpił w finale, a w drodze do finału zdobył dwie bramki. Przez pięć lat w Saragossie Cánario wystąpił w 117 meczach, w których strzelił 35 bramek. Karierę zakończył w 1969 roku w drugoligowym RCD Mallorca.

## Kariera reprezentacyjna
W reprezentacji Brazylii Cánario zadebiutował 12 czerwca 1956 w wygranym 2-0 meczu z reprezentacją Paragwaju, którego stawką było Copa Oswaldo Cruz 1956. W trzecim swoim meczu w reprezentacji przeciwko Urugwajowi strzelił swoją pierwszą bramkę. 8 lipca 1956 po pokonaniu Argentyny zdobył z Brazylią Copa del Atlantico 1956. Ostatni raz w reprezentacji wystąpił 8 sierpnia 1956 w wygranym 4-1 towarzyskim meczu z reprezentacją Czechosłowacji. Ogółem w reprezentacji Cánario wystąpił w 7 meczach, w których strzelił 2 bramki.